# Карневал у Баранкиљи
Карневал у Баранкиљи (шп. Carnaval de Barranquilla) је једна од најважнијих фолклорних прослава Колумбије и један од највећих карневала на свету. Карневал има традицију која датира из 19. века. Четири дана пре поста, Баранкиља се спрема да прими домаће и стране туристе да се придруже становницима града и уживају у четири дана интензивних свечаности. Карневал у Баранкиљи је Колумбијски национални конгрес 2002. године прогласио културним ремек-делом нације Такође, УНЕСКО га је 2008. прогласио за једно од ремек-дела усмене и нематеријалне баштине човечанства.
Карневал почиње у суботу пре Чисте среде Битком цвећа, која се сматра једном од главних активности. Затим следи Велика парада  у недељу, а понедељак је обележен Фестивалом оркестара са карипским и латино бендовима. Уторак означава крај карневала, најављеног сахраном Хоселита Карнавала, за којим сви жале.

## Историја
Врло мало се зна о томе како је и зашто почео овај карневал. Постоји много теорија; најпопуларније веровање је да је карневал дочек пролећа и прослава рођења и обнове. Карневал потиче од комбинације паганских церемонија, католичких веровања и етничке разноликости, и мешавина је европских, афричких и индијанских традиција, плесова и музике. У почетку је то био празник за робове, а прерастао је у славље региона.
Локална веровања датирају га уназад седам векова, а познато је да су велики део традиције у Америку донели Шпанци и Португалци. Први значајан датум у историји карневала је 1888, када се лик познат као краљ Момо појавио у документованој историји карневала. Године 1903. забележена је прва позната битка цвећа, а петнаест година касније, прва краљица карневала у Баранкиљи је изабрана да председава свечаностима карневала, који је институционализован 1923. У годинама које су уследиле, карневал је растао, као и традиција, укључујући и интеграцију велике параде.

### Хронологија
- 1888: Краљ Момо се појавио као један од главних ликова
- 1899: Изабрани су први председник Карневала и први управни одбор
- 1903: Прва парада битке цвећа
- 1918: Алисија Лафаурие Ронкало изабрана за прву краљицу карневала
- 1923: Карневал је институционализован, пошто је такмичење краљице било отказано претходних 5 година
- 1967: Уведена је Велика парада. Сада се одржава другог дана карневала, обично недељом
- 1969: Основан је Фестивал оркестара, музичко такмичење у различитим жанровима
- 1974: Прва Гвачерна одржана је на иницијативу Естер Фореро. Гвачерна се сада слави претходне недеље у петак пре него што карневал званично почне
- 2002: Сенат Колумбије прогласио је карневал за националну културну баштину
- 2008: Карневал је Унеско прогласио за једно од ремек-дела усмене и нематеријалне баштине човечанства

## Пред-карневалски догађаји
Свечаности, којима председавају и краљица карневала и Момо краљ изабрани претходне године, почиње незванично одмах после дочека Нове године. Пред-карневалски догађаји званично почињу читањем карневалске прокламације, а затим следи la toma de la ciudad (Освајање града), крунисање Краљице карневала и Момо краља, дечја парада, геј парада и коначно Ла Гвачерна, ноћна парада која се сматра најважнијим пред-карневалским догађајем.

### Читање карневалске прокламације
Читање Карневалске прокламације један је од најважнијих пред-карневалских догађаја у Баранкиљи. У овом чину, који се традиционално одржава на тргу Ла Паз, актуелни градоначелник Баранкиље симболично додељује кључеве града краљици карневала, чиме јој „препушта“ своју моћ све док траје карневалска сезона. 

### Крунисање краљице карневала
Догађај крунисања за нову краљицу карневала одржава се у четвртак који претходи паради Битке цвећа. Претходна краљица карневала крунише нову краљицу карневала, усред забаве пуне игре и музике. Тренутно се одржава на стадиону Ромелио Мартинез. Према званичној изјави о позиву, кандидаткиња крунисана за краљицу карневала је она која показује одличне плесне вештине, харизму и карневалски дух члановима карневалског одбора, који се састају и бирају краљицу шест месеци пре карневала.
Иначе, краљица карневала обично се бира у октобру како би имала довољно времена да се припреми за карневал.

### Дечја парада
У паради за децу учествују школске и друштвене плесне групе, као и деца краљеви.

### Гвачерна
Гвачерна је ноћна парада и сматра се најважнијим догађајем пре карневала. Одржава се претходне недеље у петак пре почетка карневала. У њему учествују многе фолклорне групе, уз светлост свећа и фењера у боји.
Гвачерна је незванично почела још почетком 20. века у кварту Абајо. У својим почецима, током предкарневалских дана, људи су позивали једни друге свирајући на гваче (ударачки инструмент) да би означили почетак плеса, који је био праћен тамбурама и флаутама <i>caña de millo</i> као и свећама да осветле ноћ. Године 1974. ова традиција је обновљена захваљујући иницијативи музичке композиторке Естерсите Фореро, која је, заједно са Алисијом де Андреис, успела да је гвачерна уведе у карневалски програм.

### Субота карневала
Субота пре Чисте среде је први цео дан карневалских активности. Прослава почиње Битком цвећа, која је најважнији и најочекиванији догађај. Реч је о великом дефилеу платформи, на челу са краљицом карневала, а прате је фолклорне групе, маске,  плесне групе, победници последњих карневалских такмичења. Битка цвећа је најстарија парада изведена на карневалу у Баранкиљи, а први пут је организована 1903. године на иницијативу генерала Хериберта Артура Венгоечеа који је тражио начин да прослави крај дугог Хиљадудневног рата који је однео хиљаде живота. Овим догађајем карневал је настављен пошто је био суспендован од 1900. године.
У почетку, Битка цвећа је била шетња две групе људи које су чланови богатих породица формирали у кочијама украшеним цвећем. Историчар и хроничар Алфредо де ла Есприела описао је прву битку цвећа као игру у којој су се две групе људи сукобиле гађајући се цвећем, пластичним тракама и конфетама. Ова битка је завршена гестом мира када су се обе групе помириле и наставиле да славе у позоришту. Њен успех је био такав да се иста битка поновила и следеће године.

### Недеља карневала
Најважнија манифестација која се одржава на овај дан је: Велика  парада.
Ова парада одржава се другог дана карневала и уведена је 1967. У њој учествују само традиционалне фолклорне и плесне групе. Ова парада приказује плес и музику у њиховој традиционалнијој суштини. У 2013. години, око 300 плесних група је учествовало.

### Понедељак карневала
Трећег дана карневала одржавају се Велика парада фантазије и Фестивал оркестара.

#### Велика парада фантазије
Парада фантазије приказује иновативне кореографске мешавине које варирају од најтрадиционалнијих, преко локалних, до интернационалних, мешањем међународних ритмова са локалним.

#### Фестивал оркестара
То је концерт многих домаћих и међународних музичких ансамбала, а настао је 1969. године. Обично почиње у понедељак рано поподне и траје до уторка раног јутра. На овом фестивалу, музички ансамбли који учествују се такмиче за престижну награду под називом Конго Де Оро у различитим категоријама. По правилу, сваки музички ансамбл треба да изведе три песме и да бар једна од њих по свом садржају буде посвећена граду Баранкиљи. Овај догађај се тренутно одржава на стадиону Ромелио Мартинез.

### Покладни уторак
Ово је четврти и последњи дан карневала. Обележен је смрћу Хоселита Карнавала и означава завршетак свечаности. Сахрана Хоселита карневала одржава се широм града. На овај дан се широм града врше многе смешне сахране Литота. Овај лик симболизује радост карневала. Кажу да се овај лик „оживљава“ на карневалску суботу и „умре“ последњег дана, уморан и пијан, да би поново оживео за следећи карневал. Неизвесно је порекло овог лика. Званична група ожалошћених укључује актуелну краљицу карневала и њене принцезе и маршира прво пре наступа ожалошћених у заједници, који се представљају пред жиријем.

## Локације
Главна локација одржавања карневала је Виа 40, индустријска авенија у којој се одржавају Битка цвећа (субота), Велика парада (недеља) и Велика парада фантазије (понедељак). Остала места су улица 17 (Парада краља Мома), улица 44 (Гвачерна), стадион Ромелио Мартинез (фестивал оркестара, крунисање краљице), трг Ла Паз (читање Прокламације), као и вербене и затворене плесне сале са живом музиком, за које се мора купити улазница.

### Вербене
То су отворени простори са слободним приступом, где људи могу да плешу, једу и уживају у различитим активностима. Претпоставља се да су се вербене појавиле још на почетку 20. века када је изненадна посета резиденцији пријатеља била уобичајена активност. Ове изненадне посете власник резиденције треба у потпуности и без икаквог оклевања да преузме као место састанка за прављење забаве. Ови карневалски плесни сусрети били су уобичајени у средњој вишој и вишој класи и били су распрострањена активност све до званичног појављивања плесних соба у ноћним клубовима и хотелима. Неке популарне вербене су: El Bambú, Polvorín, A Pleno Sol, La Gustadera, La Puya loca.

## Костими
Маримонде, фигуре са капуљачом, дугих носова, ушију и светлих панталона и прслука, су најпопуларнији костими. 
Остале традиционалне ношње су Ел Гарабато, Ел Африкано, Дракула, Ел Торито, Ел Конго, Ел Монокуко, Лос Кабезонес, Лас Муњеконас и Ел Тигрило.